# Caroline Fourest
Caroline Fourest, nascuda Caroline Guillemot (Ais de Provença, 19 de setembre de 1975) és una periodista, assagista, militant feminista i realitzadora francesa. És una figura mediàtica dels mitjans de comunicació d'ençà dels anys 2000, i milita de manera contundent a favor del feminisme, dels drets dels homosexuals, de la laïcitat i contra l'integrisme religiós o polític. Ha estudiat minuciosament diversos personatges rellevants de la societat francesa com ara la política d'extrema dreta Marine Le Pen o l'islamòleg Tariq Ramadan.
És editorialista a la revista Marianne i alhora redactora en cap de ProChoix. Va participar fins al 2009 a Charlie Hebdo. Després de realitzar 21 documentals, ha dirigit la seva primera pel·lícula que descriu la vida de dones kurdes combatents durant la guerra de Síria, Sœurs d'armes, el 2019.

## Obres
- Le Guide des sponsors du Front national et de ses amis, París, Éditions Raymond Castells (1998)
- Les Anti-pacs ou la dernière croisade homophobe escrit amb Fiammetta Venner, París, Éditions Prochoix (1999)
- Foi contre choix : La droite religieuse et le mouvement Pro-life aux États-Unis, Villeurbanne, Éditions Golias, « Les enquêtes de Golias », (2001)
- Tirs croisés : La laïcité à l'épreuve des intégrismes juif, chrétien et musulman escrit amb Fiammetta Venner, París, Calmann-Lévy, (2003)
- Frère Tariq. Discours, stratégie et méthode de Tariq Ramadan, París, éditions Grasset (2004)
- Face au boycott. L'entreprise face au défi de la consommation citoyenne, París, éditions Dunod (2005)
- La Tentation obscurantiste, París, éditions Grasset (2005)
- Le Choc des préjugés. L'impasse des postures sécuritaires et victimaires, París, éditions Calmann-Lévy (2007)
- Les Nouveaux Soldats du pape. Légion du Christ, Opus Dei, traditionalistes escrit amb Fiammetta Venner, Édition du Panama (2008)
- La Dernière Utopie. Menaces sur l'universalisme, éditions Grasset (2009)
- Libres de le dire escrit amb Taslima Nasreen, Flammarion (2010)
- Les Interdits religieux amb Fiammetta Venner, éditions Dalloz (abril 2010)
- Marine Le Pen amb Fiammetta Venner, París, éditions Grasset et Fasquelle (2011)
- La Vie secrète de Marine Le Pen amb Jean-Christophe Chauzy, Drugstore (2012) — Còmic
- Quand la gauche a du courage, éditions Grasset et Fasquelle (2012)
- Libre chercheur d'Étienne-Émile Baulieu, entretiens avec Caroline Fourest, éditions Flammarion (2013)
- Inna, éditions Grasset (2014) — dedicat a Inna Xevtxenko
- Éloge du blasphème, Grasset (2015)
- L'Islamophobie. Jérôme Blanchet-Gravel (dir.) et Éric Debroise (codir.), éditions Dialogue Nord-Sud, 2016, 250 p.
- Le Génie de la laïcité : La laïcité n'est pas un glaive mais un bouclier, Grasset, (2016)